# Придик, Александр Мартынович
Александр Мартынович Придик (1864—1936) — филолог, историк и педагог Российской империи; один из авторов «Энциклопедического словаря Брокгауза и Ефрона».

## Биография
Родился 24 января (5 февраля) 1864 года в Ревеле, в семье генерал-майора русской императорской армии Фридриха Генриха фон Вендриха (нем. Friedrich Heinrich von Wendrich). Успешно окончил курс историко-филологического факультета Дерптского университета. 
В 1888—1889 гг. он, вместе со своим младшим братом археологом Евгением (1865—1935), продолжил обучение в Берлинском университете.
В 1892 году он защитил магистерскую диссертацию «De Cei insulae rebus» и в том же году был назначен в Юрьевском университете доцентом древнеклассической филологии, преимущественно греческой. 
После начала Первой мировой войны, кода Варшавский университет был эвакуирован в Ростов-на-Дону, Александр Мартынович Придик был командирован туда, чтобы преподавать по своей специальности (впоследствии на основе этого филиала был организован Ростовский медицинский институт).
Вскоре после октябрьского вооружённого переворота в России он переехал в Дерпт, что позволило ему избежать последствий захвата власти большевиками. Придик служил в альма-матер с 1921 года как преподаватель древней истории и истории искусства.
Написал ряд рецензий на филологические сочинения. Автор нескольких статей для «Энциклопедического словаря Брокгауза и Ефрона».
Умер 29 февраля 1936 года в Тарту не дожив до присоединения Эстонии к СССР.